# ダルドロ

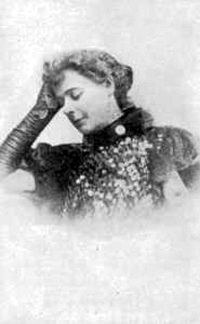
ダルドロ

ダルドロあるいはギィ・ダルドロ（ギィ・ダルドロー、Guy d'Hardelot, 1858年？ - 1936年1月7日）は、フランス出身のイギリスの作曲家、ヘレン・ローズ（Helen Rhodes、旧姓ガイGuy）の筆名。声楽教師やピアニストとして活躍するかたわら、数々の通俗歌曲によって成功を収めた。
実名はヘレン・ギィ（Helen Guy）。イギリス人の父親とフランス人の母親のもとに、ブローニュ近郊のシャトー＝ダルドロに生まれる。この古城は、彼女の筆名の由来であり、かつてはヘンリー8世とアン・ブーリンの居城であった。
8歳の時パリに上京して、パリ音楽院の教師ルノー・モーリに師事し、その音楽的能力によってシャルル・グノーやヴィクトール・モーレルの注目を浴びる。ロンドンに渡ってクラレンス・ルーカスに入門。カルヴェ夫人と親交を結ぶ。後にカルヴェ夫人は、ダルドロの歌曲を世に知らしめることとなる。
ダルドロは生涯のほとんどをロンドンの自宅で、声楽と発声の教師として活動し、多くの門人を成功に導いた。1896年にはカルヴェ夫人とアメリカ合衆国で演奏活動を行い、自作の歌曲《なぜならば（ビコーズ）》によって成功を収め、エンリコ・カルーソーやリヒャルト・タウバー、メルバのレパートリーに彩りを添えた。だがそれまでにも、フランス語のロマンス《君なくて Sans Toi》が好意的に迎えられている。その他の特筆すべき歌曲に、"I Know a Lovely Garden", "I Think", "I Hid My Love", "Dawn", "A Bunch of Violets" など。
ダルドロは、フランス的な繊細さとイギリス的な堅実さを結びつけ、歌曲作家として際立った成功を収めることができた。20世紀初頭にダルドロほど人気のあった女性作曲家は数少なく、しかも彼女は実力で成功をつかんだのである。多くの友人の助力があったとはいえ、彼女の作品にすぐれた美点があると理解されるのに、さほど時間はかからなかった。
没後にその名声が忘れられようとしたものの、1947年の末にペリー・コモが《ビコーズ》を録音し、翌春に大ヒットしたことによって、その後もたびたび録音される曲になった。《ビコーズ》はこれまでに、以下のミュージシャンにカバーされている。
- マリオ・ランツァ
- ホセ・カレーラス
- プラシド・ドミンゴ
- レスリー・ギャレット
- マヘリア・ジャクソン
- サラ・ヴォーン
- ビリー・ヴォーン

（より詳しくはen:Because (Guy d'Hardelot and Edward Teschemacher song)を参照のこと。）